# Netelia punctator
Netelia punctator är en stekelart som beskrevs av Delrio 1971. Netelia punctator ingår i släktet Netelia och familjen brokparasitsteklar. Inga underarter finns listade i Catalogue of Life.